# 日本クリスチャン教会
日本クリスチャン教会はアメリカ・クリスチャン教会の日本伝道により成立したプロテスタント教会である。
この教派は18世紀末イギリスとアメリカにおけるメソジスト派、バプテスト派、長老派の中から、制度や信条の束縛から脱出して、教会を形成しようとした人々が始めた教派である。
1886年にアメリカ・クリスチャン教会(America Christian COnvention)として正式に発足した。
日本への伝道は、1887年にD・F・ジョーンズ夫妻が来日し伝道を開始する。11月に宮城県石巻に教会(現・日本基督教団石巻栄光教会)を設立する。その後、岩手県一関、涌谷、若柳などに広がったが、他教団との連携の必要を感じたジョーンズは東京に移り、飯倉基督教講義所を開いて首都伝道を始めた。1889年2月に麻布教会(現・日本基督教団聖ヶ丘教会)を設立する。
1889年10月にH・J・ローズが来日して神学塾を開始し、それが東京クリスチャン神学校になる。この頃、北村透谷がジョーンズの通訳として夫妻で麻布教会に出席する。
1892年にローズの後任としてウッドウォース夫妻がペンロードと共に来日する。麻布霞町に家を入手して、宣教師館と神学校寮として用いた。
1901年6月に第1回年会が麻布の宣教師館で開かれ、16名の代表者が出席した。
1907年麻布教会が松野菊太郎を牧師として迎え、1909年教団初の自給教会になる。1912年東京クリスチャン神学校を閉鎖する。
1929年に米国の会衆派教会(Congregational Church)とアメリカ・クリスチャン教会の合同が決議され、1929年3月宇都宮市におかえる第29回年会で日本組合基督教会との合同促進を決議し、1930年4月合同が成立した。